# 이반 파블로프
이반 페트로비치 파블로프(러시아어: Иван Петрович Павлов, 영어: Ivan Petrovich Pavlov, 1849년 9월 26일 ~ 1936년 2월 27일)는 러시아의 생리학자이며 1904년 노벨 생리 의학상을 받았다. 개를 이용하여 '조건 반사'로서 뇌의 작용에 대해 연구한 것으로 유명하다. 
조건반사 연구를 통하여 특정 반응을 이끌어내지 못하던 자극(중성자극)이 그 반응을 무조건적으로 이끌어내는 자극(무조건자극)과 반복적으로 연합되면서 그 반응을 유발할 수 있다는 사실을 증명해보였다. 특정 자극에 대해 무의식적으로 반응하는 현상중에서, 그 자극과 이에 상응한 반응이 선천적으로 타고난 본능과는 관계가 없음에도 불구하고 학습을 통해 조건반사 반응이 새롭게 형성될 수 있다는 사실을 밝혀냈다.
그의 연구는 마음이란 물질이 아니기에 과학적 연구대상이 될 수 없다고 본 19세기 후반 학계의 지배적 사고를 바꾸어 놓았고, 심리학이 철학에서 분화되어 독립적인 학문적 체계를 구축하는데 일조하였으며 행동주의 심리학에도 영향을 주었다. 

## 생애

### 어린 시절
상트페테르부르크 대학교에서 화학과 생리학을 전공하였고 상트페테르부르크의 제국의학원에서 의사 자격증을 취득하여 1890년부터 1924년까지 생리학 교수로 재직하였다.

### 주요 연구
1902년에 타액이 입밖으로 흘러나오도록 수술한 개로 침샘을 연구하던 중, 사육사의 발소리로 개가 침을 흘리고 있던 것을 발견한 것을 계기로 고전적 조건화 실험을 실시했다.  대표적인 실험으로 '파블로프의 개'가 있으며, 조건반사를 연구했다.
파블로프는 조건반사를 통하여 대뇌피질에서 소화와 생리적 작용이 발생됨을 연구하였다. 이에, 당시 개가 음식을 보고 침을 흘리는 것이 당시 심리학에서는 개 입장에서 생각하는 내성법이 유행하였다면, 파블로프는 이것이 무조건 반사 내지 생득반사이고, 개는 음식에 메트로놈 소리만 들려주면 타액을 분비하는 것을 발견하게 된다. 
초기에는 소화 기관의 연구를 실시했고, 말기에는 수면이나 본능 등의 연구를 실시했다.

## 주요 저서
- 소화샘 연구에 대한 강의(Lectures on the work of the Digestive Glands)- 1923년
- 동물의 고등신경계활성에 관한 객관적인 20년 연구경험(Twenty years of objective study of the higher nervous activity of animals)- 1923년
- 조건반사학 강의(Lectures on conditioned reflexes)- 1928년

## 같이 보기
- 고전적 조건화
- 조작적 조건화
- 스키너 상자